# Cholangiole

Ductulus bilifer ou ductule biliaire.

Un cholangiole, canal de Hering ou ductule biliaire est la première structure histologique propre des voies biliaires intrahépatiques.

## Structure
Situés entre les canalicules biliaires et les canaux biliaires interlobulaires, près du bord externe d'un lobule hépatique (en) classique,. Ils sont bordés par 3 à 4 cellules cubiques et présentent un diamètre inférieur à 15 µm et reçoivent la bile des canalicules biliaires par l'intermédiaire du passage de Hering.
Ils se situent dans l'axe vasculaire de l'acinus de Rappaport et s'observent en microscopie optique hors de l'espace porte et non accompagnés de vaisseaux.

### Histologie
Histologiquement, les cellules du canal sont décrites comme de simples cellules épithéliales cuboïdes, tapissées en partie de cholangiocytes et d'hépatocytes. Elles peuvent ne pas être facilement visibles mais peuvent être colorés différentiellement par les cytokératines CK19 et CK7.

## Pertinence clinique
Les canaux de Hering sont détruits au début de la cholangite biliaire primitive et peuvent être les principaux sites de cicatrisation de la toxicité du méthotrexate. La recherche a indiqué la présence de cellules souches intraorganiques du foie, appelées cellules ovales, qui peuvent proliférer dans des états pathologiques.